# 萊姆斯通 (蒙大拿州)
萊姆斯通（英語：Limestone）是位於美國蒙大拿州斯蒂爾沃特縣的鬼鎮。

## 歷史
萊姆斯通的郵局於1910年設立，其後於1953年停運。

## 地理
萊姆斯通所處的海拔為高於海平面1687米（即5535英呎），而該地所採用的時區為UTC-7，即北美山地時區（MST）。同時該地設有夏令時間，為UTC-7調快一小時，即UTC-6（MDT）。